# Nico O'Reilly
Nico O'Reilly (sinh ngày 21 tháng 3 năm 2005) là một cầu thủ bóng đá người Anh hiện tại đang thi đấu ở vị trí tiền vệ cho câu lạc bộ Manchester City tại Giải bóng đá Ngoại hạng Anh.

## Sự nghiệp thi đấu

### Manchester City
Đến từ Manchester, O'Reilly bắt đầu học tại học viện của câu lạc bộ Manchester City khi mới 8 tuổi. Anh được đôn lên đội U-23 cuối mùa giải 2021-22 và sau đó ký hợp đồng chuyên nghiệp đầu tiên với câu lạc bộ vào tháng 7 năm 2022. O'Reilly làm đội trưởng đội U-18 trong mùa giải 2022-23. Anh đã gây sự chú ý sau khi cú đá bọ cạp trên cao ở phút thứ 95 của trận đấu gặp U18 Middlesbrough vào tháng 4 năm 2023 được ghi lại. Một tuần sau, anh ghi một bàn thắng ngoạn mục khác là cú sút xa 40 mét vào lưới U18 Manchester United.
O'Reilly tập luyện cùng đội một Manchester City trong kỳ huấn luyện tới Abu Dhabi vào tháng 12 năm 2022. Anh có tên trong danh sách dự bị cho trận đấu gặp Brighton & Hove Albion vào ngày 24 tháng 5 năm 2023 tại Giải bóng đá Ngoại hạng Anh.

## Sự nghiệp thi đấu
O'Reilly ghi bàn thắng đầu tiên cho đội tuyển U-16 Anh vào ngày 3 tháng 6 năm 2021, trong chiến thắng đậm đà 6-0 trước Bắc Ireland. Vài tháng sau, anh ghi bàn thắng đầu tiên cho U-17 Anh, ở phút thứ 88 trong trận hòa 2-2 với U-17 Slovakia vào ngày 21 tháng 10 năm 2022.

## Phong cách thi đấu
O'Reilly được truyền thông mô tả là một tiền vệ tấn công có "sự tinh tế", "duyên dáng và uyển chuyển khi có bóng trong chân".

## Danh hiệu
Manchester City
- FA Community Shield: 2024